# Скирче
Ски́рче (укр. Скірче) — село в Торчинской поселковой общине Луцкого района Волынской области Украины.
До 2020 года входило в Гороховский район.
Код КОАТУУ — 0720887201. Население по переписи 2001 года составляет 503 человека. Почтовый индекс — 45710. Телефонный код — 3379. Занимает площадь 15,86 км².